# Frederikke Dahl Hansen
Frederikke Dahl Hansen (født 26. marts 1994) er en dansk tv- og filmskuespillerinde, der er mest kendt for sin rolle i filmen Copenhagen, som Effy.